# Julius Esche
Carl Julius Esche (* 30. Januar 1814 in Limbach; † 29. August 1867 ebenda) war ein deutscher Textilunternehmer und Politiker.

## Leben und Wirken
Der Sohn des Limbacher Strumpfwarenfabrikanten Moritz Samuel Esche (1785–1854) und Urenkel von Johann Esche (1682–1752), der als Begründer der Strumpfwirkerei in Sachsen gilt, übernahm 1843 gemeinsam mit seinem Bruder Theodor Esche das väterliche Unternehmen. 1853 errichteten sie das erste „geschlossene Etablissement“ für Strumpfwirkerei in Sachsen, in dem 110 Arbeiter angestellt waren. Weiterhin befand sich dort eine Appreturanstalt für 60 Arbeiter.
Als Vertreter des 34., 35. und 36. Wahlbezirks war er 1849 Abgeordneter der I. Kammer des Sächsischen Landtags. 1851/52 und 1854/55 gehörte er als stellvertretender Abgeordneter des Handels und Fabrikwesens der II. Landtagskammer an.
Esche war seit 1844 mit Anna Clara Clauß (1824–1920) verheiratet. Von den beiden Söhnen wurde Eugen Esche 1867 nach dem Tod des Vaters neben dessen Onkel Theodor Esche und Eduard Wiede Mitinhaber der Strumpfwarenfabrik Moritz Samuel Esche, die 1870 wegen der günstigeren Eisenbahnanbindung an Zwickau nach Chemnitz verlegt wurde. Eugen Esche war von 1890 bis 1893 freisinniger Landtagsabgeordneter. Sein Bruder Arthur Esche war promovierter Jurist und von 1893 bis 1903 nationalliberaler Reichstagsabgeordneter.